# T&N (Band)
T&N ist eine US-amerikanische Hard-Rock-Band, die 2011 von drei prominenten (ehemaligen) Mitgliedern der Glam-Metal-Band Dokken gegründet wurde. Die Gruppe nannte sich in Anlehnung an das erste kommerziell erfolgreiche Album ihrer gemeinsamen Ursprungsband Dokken zunächst „Tooth and Nail“, musste auf die Nutzung dieses Namens jedoch später verzichten. Ihr Debütalbum erschien im Oktober 2012.

## Geschichte
Im Jahr 2010 kam es von Seiten der beteiligten Musiker zu dem Versuch, die Band Dokken in ihrer kommerziell erfolgreichsten Formation, bestehend aus George Lynch (Gitarre), Jeff Pilson (Bass), Mick Brown (Schlagzeug) und dem Sänger Don Dokken, wieder zusammenzubringen, um an alte Erfolge anzuknüpfen. Letztlich scheiterte das Projekt im Dezember 2010; Don Dokken entschied sich, mit der damals aktuellen Formation seiner Band weiterzuarbeiten.
Im Verlauf des Jahres 2011 arbeitete George Lynch zusammen mit Pilson, Brown und Brian Tichy an neuen Songs für seine Band Lynch Mob, deren Sänger Oni Logan jedoch nicht der Meinung war, dass dieses neue Material zur Band passen würde. Lynch, Pilson und Brown, die schon bei Dokken zusammen gespielt hatten, nahmen daraufhin zahlreiche von ihnen geschriebene Dokken-Lieder unter Beteiligung verschiedener Gastsänger wie Sebastian Bach, Doug Pinnick (King’s X), Tim „Ripper“ Owens und Geoff Tate (Queensrÿche), teilweise mit veränderten Arrangements, neu auf. Außerdem nahmen sie in der Besetzung Lynch, Pilson und Tichy weitere, neu geschriebene Stücke auf, bei denen Pilson den Gesang übernahm.
Eine Veröffentlichung des so entstandenen Materials war ursprünglich für März 2011 geplant, verschob sich jedoch bis zum Oktober 2012. In der Zwischenzeit änderte die Band ihren Namen aus juristischen Gründen, weil das Musiklabel Tooth & Nail Records die Markenrechte am Namen „Tooth and Nail“ besitzt. Seitdem nennt sich die Gruppe „T&N.“
Den ursprünglichen Plan, ein Doppelalbum zu veröffentlichen, gab die Band zu Gunsten der Möglichkeit auf, innerhalb einer kurzen Zeit zwei Alben herauszubringen. Der Veröffentlichung des Debütalbums, das den Titel Slave to the Empire erhielt, folgten eine kurze Tournee an der Westküste der USA, ein Auftritt beim Loud Park Festival in Japan und mehrere in asiatischen Städten sowie eine kleine Tournee in Europa.

## Diskografie
- Slave to the Empire (2012)